# G33 (paesi industrializzati)

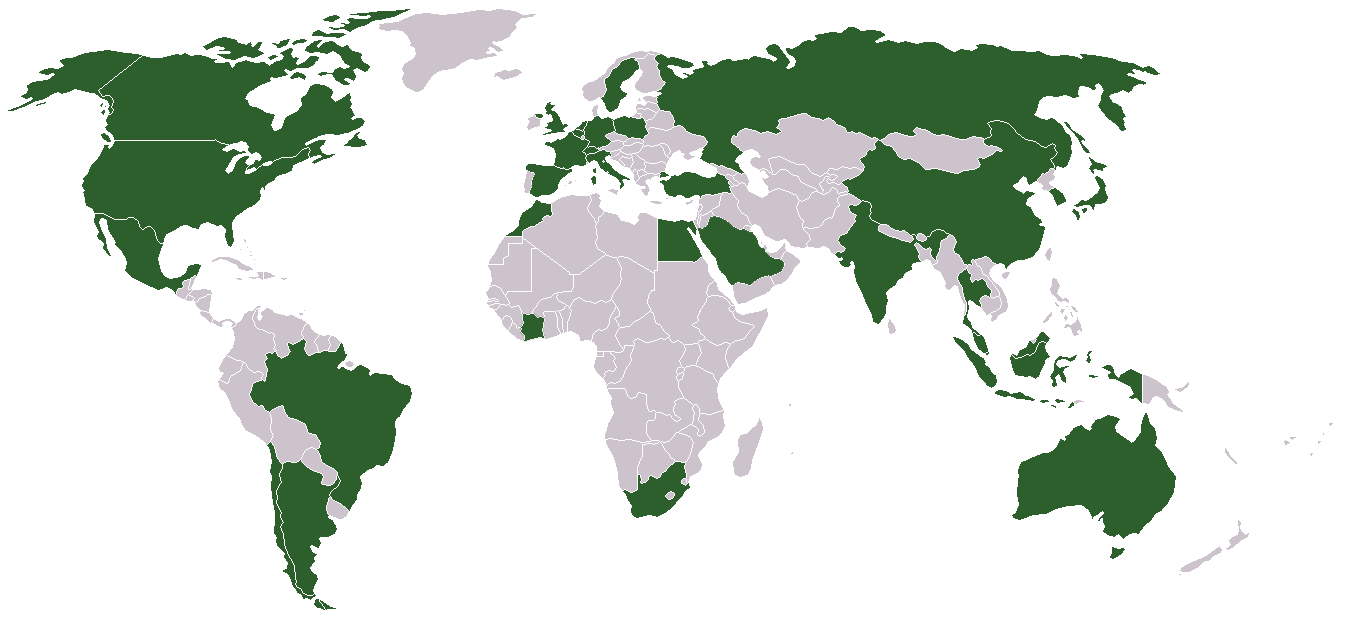
Membri dell'allora G33.

Il Gruppo dei 33 era un gruppo internazionale che esistette per un breve periodo nel 1999 e comprendeva le 33 maggiori economie nazionali del mondo. 
Esso sostituì il Gruppo dei 22 nei primi mesi del 1999, e fu a sua volta sostituito dall'attuale Gruppo dei 20 nello stesso anno. Un certo numero di incontri del G33 sul sistema finanziario internazionale furono tenuti sotto la direzione dei ministri delle finanze e dei governatori delle banche centrali del G7. Il primo incontro venne tenuto a Bonn in Germania nel 1999.

## Formazione
L'allora Gruppo dei 33 era composto dai ministri delle finanze e dai governatori delle banche centrali di:
(in ordine alfabetico)
1. Arabia Saudita
2. Argentina
3. Australia
4. Belgio
5. Brasile
6. Canada
7. Cile
8. Cina
9. Corea del Sud
10. Costa d'Avorio
11. Egitto
12. Francia
13. Germania
14. Giappone
15. Hong Kong (territorio autonomo)
16. India
17. Indonesia
18. Italia
19. Malaysia
20. Marocco
21. Messico
22. Paesi Bassi
23. Polonia
24. Regno Unito
25. Russia
26. Singapore
27. Spagna
28. Stati Uniti
29. Sudafrica
30. Svezia
31. Svizzera
32. Thailandia
33. Turchia